# Lunatic Harness
Lunatic Harness este un album de muzică electronică, compus de Mike Paradinas sub psuedonimul µ-Ziq. Albumul a fost lansat pe 30 iunie 1997 în Regatul Unit sub casa de discuri Planet Mu, și pe 29 iulie 1997 în Statele Unite sub casa de discuri Astralwerks.

## Recepție critică
În 2013, Spin a declarat ca Lunatic Harness este unul dintre cele mai bune 20 de albume de la Astralwerks.  În 2017, Pitchfork l-a plasat pe locul 27 pe lista sa „The 50 Best IDM Albums of All Time”. 

## Lista de piese
Toate melodiile sunt scrise și compuse de Mike Paradinas. 
| Nr.             | Titlu                     | Lungime |  |
| 1.              | „Brace Yourself Jason⁠(d)” | 6:22    |  |
| 2.              | „Hasty Boom Alert”        | 5:15    |  |
| 3.              | „Mushroom Compost”        | 3:19    |  |
| 4.              | „Blainville”              | 3:40    |  |
| 5.              | „Lunatic Harness”         | 6:05    |  |
| 6.              | „Approaching Menace”      | 7:01    |  |
| 7.              | „My Little Beautiful”     | 5:39    |  |
| 8.              | „Secret Stair Pt. 1”      | 4:16    |  |
| 9.              | „Secret Stair Pt. 2”      | 5:00    |  |
| 10.             | „Wannabe”                 | 6:49    |  |
| 11.             | „Catkin and Teasel”       | 4:36    |  |
| 12.             | „London”                  | 6:11    |  |
| 13.             | „Midwinter Log”           | 6:38    |  |
| Lungime totală: | Lungime totală:           | 70:51   |  |